# كلوربرومازين

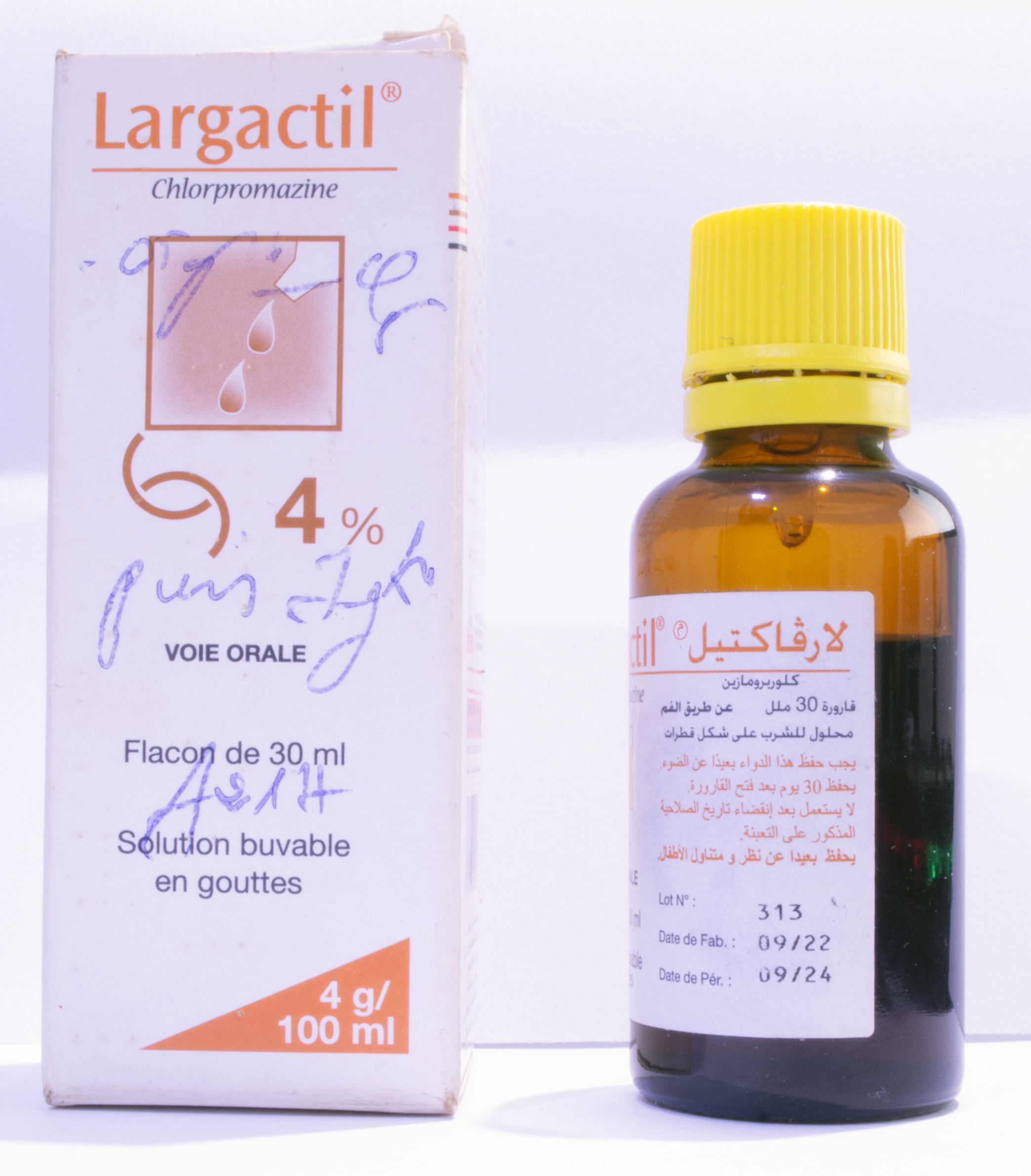
قارورة لارڨاكتيل كلوربرومازين 30 ملل 4%.

الكلوروبرومازين. (بالفرنسية: chlorpromazine)‏ تجاريًا لارڨاكتيل، تارخيا أول دواء مضاد الذهان، يباع على شكل هيدروكلوريد الكلوربرومازين، فهو يثبط مستقبلات الدوبامين في المخ، وقد تم اكتشافه في بداية الخمسينات وتنتجه شركة مصر للأدوية تحت اسم نيورازين. وهو متوافر بتراكيز 25مجم و100مجم، وفي الآونة الأخيرة تم اكتشاف مضادت ذهان أحدث وتأتي بنتائج أفضل مثل (أريبيبرازول) و(ريسيبريدون) وعقار الكلوروبرومازين يستخدم أيضا كمانع للقيء، وكمهدئ عصبي قوي.
يُصنف الكلوربرومازين مع مضادات الذهان النمطية، بينما ينتمي كيميائيًا إلى الفينوثيازينات. ما تزال آلية عمله مبهمةً إلى حد ما، لكن من المعتقد أنها ترتبط بقدرته على معاكسة الدوبامين علاوةً على خصائصه المضادة للسيروتونين والهستامين. تتضمن الآثار الجانبية الشائعة الاضطرابات الحركية والنعاس وجفاف الفم وهبوط الضغط الانتصابي وزيادة الوزن. قد تشمل الآثار الجانبية الخطيرة اضطراب الحركة الدائم وخلل الحركة المتأخر ومتلازمة مضادات الذهان الخبيثة إضافةً إلى الانخفاض الشديد في عتبة النوب الاختلاجية وقلة الكريات البيض. قد يزيد كلوبرومازين من خطر الوفاة لدى كبار السن المصابين بالذهان الناجم عن الخرف، ولم يتضح بعد مدى أمان استخدامه عند الحوامل.
طُور الكلوربرومازين عام 1950 ليكون الأول في فئة مضادات الذهان، وأُدرج في قائمة الأدوية الأساسية النموذجية لمنظمة الصحة العالمية. كان دخوله إلى عالم الصناعات الدوائية أحد أعظم التطورات في تاريخ الطب النفسي. تتوافر مادته الفعالة ضمن الأدوية المكافئة.

## الاستخدامات الطبية
يُستخدم الكلوربرومازين في علاج الذهانات الحادة والمزمنة التي تشمل كلًا من الفصام وطور الهوس في الاضطراب ثنائي القطب والذهان المحرض بالأمفيتامين.
في مقارنة جرت عام 2013 بين 15 من مضادات الذهان، أظهر الكلوربرومازين فعاليةً متوسطةً في علاج الفصام، إذ تفوق بنسبة 13% على اللوراسيدون والإيلوبيريدون، وساوى الزيبراسيدون والأسينابين، لكنه تأخر بنسبة 12-16% عن الهالوبيريدول والكويتيابين والأريبيبرازول.
تضمنت مراجعة منهجية أجرتها مؤسسة كوكرين عام 2014 خمسًا وخمسين تجربةً تقارن فعالية الكلوربرومازين مع الدواء الموهم في علاج الفصام. أظهر المرضى المعالجون بالكلوربرومازين معدل نكس أقل خلال ستة أشهر إلى سنتين مقارنةً بمجموعة الدواء الوهمي، بينما لم يظهر اختلاف ملحوظ بينهما بعد عامين من المتابعة. أبدى المرضى المعالجون بالكلوربرومازين تحسنًا شاملًا في الأعراض والأداء، وأظهرت هذه المراجعة أيضًا أن الآثار الجانبية للدواء «شديدة وموهنة»، إذ شملت التركين واكتساب الوزن المفرط وانخفاض ضغط الدم وزيادة خطورة تطور الاضطرابات الحركية.
لاحظ القائمون على المراجعة أيضًا أن نوعية الأدلة في التجارب المشمولة كانت رديئةً جدًا، وأن هناك 315 تجربةً لا يمكن احتواؤها في المراجعة المنهجية بسبب سوء نوعيتها، وطلبوا إجراء بحث إضافي في هذا الموضوع لأن الكلوربرومازين يُعد دواءً معياريًا رخيصًا وأحد أشيع العلاجات المستخدمة في مرض الفصام عالميًا.
استُخدم الكلوربرومازين أيضًا في علاج البرفيريا وضمن الخطة العلاجية للكزاز، وما يزال أحد الأدوية الموصى بها للمعالجة قصيرة الأمد للقلق الشديد والعدوانية المرافقة للذهان. يمكن استخدام الدواء أيضًا في علاج الفواق المعند والشديد والغثيان والتقيؤ الشديدين وفي طور بدء التخدير. أظهرت الجرعات المنخفضة من الكلوبرومازين فعاليةً في علاج أعراض الهذيان عند مرضى الإيدز المقبولين للاستشفاء.

### الاستخدامات الأخرى
يُستخدم الكلوربرومازين أحيانًا دون وصفة طبية لعلاج الصداع النصفي الشديد، وغالبًا ما يُعطى بجرعات صغيرة في العلاج التلطيفي للغثيان عند مرضى السرطان المعالجين بالأفيونات، ولتعزيز فعالية تسكين المواد الأفيونية وإطالة مدى تأثيرها. ثبتت أيضًا فعالية الدواء في علاج حالات فرط ضغط الدم الخبيث العرضي.
في ألمانيا، ما يزال الكلوربرومازين مستطبًا في علاج الأرق والحكة الشديدة وفي طور بدء التخدير. يملك الكلوربرومازين وغيره من الفينوثيازينات خصائص مضادةً للأحياء الدقيقة، ولكنها لا تستخدم حاليًا لهذه الغاية عدا في القليل من الحالات.

## التأثيرات الضارة
يبدو أن الكلوربرومازين يزيد خطر حدوث النوب الاختلاجية تبعًا للجرعة المستخدمة. يقل ظهور خلل الحركة المتأخر (حركات الجسم المتكررة غير الإرادية) والتململ (شعور بالتململ الداخلي وعدم القدرة على السكون) عند استخدام الكلوربرومازين مقارنةً بمضادات الذهان النموذجية عالية الفعالية مثل الهالوبيريدول أو التريفلوبيرازين، وتشير بعض الأدلة إلى أن حدوث هذه التأثيرات عند استخدام الكلوربرومازين بالجرعات المحافظة قد يقارب معدل الحدوث مع العوامل الدوائية الأحدث مثل ريسبيريدون أو أولانزابين. قد يترسب الكلوربرومازين في أنسجة العين عند تناوله بجرعات عالية لفترات طويلة.

### مضادات الاستطباب
تتضمن مضادات الاستطباب المطلقة للكلوربرومازين:
- الوهط الدوراني.
- تثبيط الجهاز العصبي المركزي.
- الغيبوبة.
- التسمم الدوائي.
- تثبيط نخاع العظم.
- ورم القواتم.
- القصور الكبدي.
- وجود داء كبدي فعال.
- فرط التحسس السابق (بما في ذلك اليرقان وندرة المحببات وغيرهما) للفينوثيازين، وخاصة الكلوربرومازين، أو أي من السواغات المستخدمة في المستحضر.

تشمل مضادات الاستطباب النسبية:
- الصرع.
- مرض باركنسون.
- الوهن العضلي الوبيل.
- قصور جارات الدرقية.
- تضخم البروستات.

قد يحدث تطاول فترة كيو-تي على تخطيط كهربائية القلب في حالات شديدة الندرة، وهذا يزيد من خطورة حدوث اضطرابات نظم قلبية مميتة.

### التداخلات الدوائية
يحد تناول الطعام قبل أخذ الكلوربرومازين فمويًا من امتصاصه؛ ويمكن أن يقلل العلاج المشترك بالبنزاتروبين من امتصاص الدواء. قد يعيق استهلاك الكحول أيضًا عملية امتصاص الكلوربرومازين، وقد تبطئ مضادات الحموضة نفوذه من جدار الأمعاء. يزيد الليثيوم والعلاج المزمن بالباربتيورات إلى حد كبير من تصفية الكلوربرومازين. يمكن أن تنقص مضادات الاكتئاب ثلاثية الحلقات من تصفية الدواء وبالتالي تزيد من تعرض الأنسجة له.
قد يقلل العلاج المشترك بمثبطات سيتوكروم إيه 12 مثل سيبروفلوكساسين أو فلوفوكسامين أو فيمورافينيب من تصفية الكلوربرومازين، وبالتالي يزيد من التعرض له والتأثيرات الضارة المحتملة المرافقة لاستخدامه. يمكن للكلوربرومازين أيضًا أن يفاقم التأثيرات المثبطة للجهاز العصبي المركزي المرافقة للأدوية الأخرى مثل الباربتيورات والبنزوديازيبينات والليثيوم وأشباه الأفيونيات والمواد المخدرة، وبالتالي يزيد احتمال وقوع تأثيرات ضارة مثل نقص التهوية والتركين.
يُعد الكلوربروزامين أيضًا مثبطًا متوسط الفعالية للسيتوكروم 2 دي 6 وركيزةً له، لذلك يمكن أن يثبط استقلابه. يمكنه أيضًا تثبيط تصفية ركائز السيتوكروم مثل ديكستروميثورفان ما يزيد من تأثيراتها. قد يُضعف الدواء التأثيرات العلاجية لأدوية أخرى مثل الكودين والتاموكسيفين، والتي تتطلب تفعيلًا بوساطة سيتوكروم 2 دي 6 للتحول إلى مستقلباتها الفعالة. يمكن لمثبطات سيتوكروم 2 دي 6 مثل باروكسيتين أو فلوكسيتين أن تنقص تصفية الكلوربرومازين لتزيد بذلك من مستوياته المصلية وتأثيراته الضارة المحتملة.
يخفض الكلوربرومازين أيضًا مستويات الفينيتوين ويزيد مستويات حمض الفالبرويك، كما ينقص من تصفية البروبرانولول ويعاكس التأثيرات العلاجية للعوامل الخافضة لسكر الدم والليفودوبا (دواء باركنسون). من المحتمل أن هذا يعود إلى معاكسة الكلوربرومازين للمستقبل دي 2 (وهو أحد المستقبلات التي يفعلها الدوبامين الناتج عن استقلاب الليفودوبا) ومعاكسة عمل الأمفيتامينات ومضادات التخثر. قد يتداخل أيضًا مع الأدوية المضادة للكولين مثل أورفينادرين مؤديًا إلى نقص سكر الدم.
قد يتداخل الكلوربرومازين أيضًا مع الإبينيفرين (الأدرينالين) مسببًا هبوطًا عجائبيًا في ضغط الدم، وقد تزيد مثبطات أكسيداز أحادي الأمين ومدرات البول الثيازيدية أيضًا من هبوط الضغط الانتصابي عند المعالجين بالكلوربرومازين.
قد يتفاعل الكينيدين مع الكلوربرومازين ليفاقم تثبيط عضلة القلب، وقد يعاكس أيضًا تأثيرات الكلونيدين والغوانيثيدين. يمكن أن ينقص الكلوربرومازين من عتبة النوب الاختلاجي، وهذا يوجب إجراء معايرة ملائمة للعلاجات الأخرى المضادة للاختلاج. قد يتفاعل بروكلوربيرازين وديفيروكسامين أيضًا مع الكلوربرومازين ما يقود إلى اعتلال دماغي أيضي عابر.
قد تتفاعل الأدوية الأخرى التي تطيل فترة كيو تي (مثل الكينيدين والفيراباميل والأميودارون والسوتالول والميثادون) مع الكلوربرومازين مسببةً تطاولًا إضافيًا فيها.

### إيقاف الدواء
يوصي كتيب الوصفات الوطني البريطاني بالسحب التدريجي للدواء عند إيقاف تناول مضادات الذهان لتجنب متلازمة الانسحاب الحادة أو النكس السريع. عادةً ما تتضمن أعراض الانسحاب الغثيان والتقيؤ وفقدان الشهية. قد تشمل الأعراض الأخرى التململ والتعرق المفرط واضطرابات النوم. قد يشعر المريض بالدوار أو الخدر أو الآلام العضلية في حالات أقل شيوعًا. تزول الأعراض عمومًا بعد فترة قصيرة. هناك دليل غير حاسم على أن التوقف عن تناول مضادات الذهان قد يسبب الذهان، وقد يُحدث نكسًا في الحالة المُعالجة. قد يحدث خلل الحركة المتأخر نادرًا عند إيقاف الدواء.

## وصلات خارجية
- LARGACTIL (Chlorpromazine) / TOUT SUE CE MÉDICAMENT NEUROLEPTIQUE - DOCTOR ALADDIN - على يوتيوب.